# À la bonne tambouille
 (juillet 2025).
Pour plus de détails, voir Fiche technique et Distribution.
À la bonne tambouille est un court métrage belge réalisé par Raymond Dastra, sorti en 1958.

## Synopsis
Dans le restaurant bruxellois « À la bonne tambouille », fréquenté par des habitués et notamment un chef de service au ministère des finances, tout le monde se connaît. L'arrivée d'une sémillante jeune fille va provoquer des réactions diverses dans l'assistance tandis qu'à l'extérieur les sirènes de police hurlent. Un voyou armé ne tarde pas à pénétrer dans le restaurant et vole les portefeuilles et les bijoux des consommateurs ; il s'empare aussi du contenu du tiroir caisse. Le serveur parvient à le désarmer en lui lançant une assiette, et tout le monde saute sur Dédé-la-Guimauve pour l'immobiliser. Ils appellent la police pendant qu'un client complètement sourd continue de déguster son repas : il n'a rien entendu de ce qui s'est passé.

## Fiche technique
- Titre : À la bonne tambouille
- Réalisation : Raymond Dastra
- Assistant-réalisateur : Georges Beaudoin
- Scénario : Raymond Dastra
- Photographie : François Rents
- Musique : Alphonse De Boeck
- Montage : Jacques Mavel
- Son : Pierre Neyrinckx
- Maquillage : Louis De Ridder
- Scripte : Maryse Mayaudon
- Société de production : Sobedi
- Producteur : Fernand Janssens
- Pays de production  Belgique
- Format : Noir et blanc - Son mono
- Genre : court métrage comique
- Durée : 15 minutes
- Année de production : 1958

## Distribution
- Gaston Dupray : Jules, le garçon du restaurant
- Stéphane Steeman : Monsieur Minou,  chef de service au ministère des finances
- Luc Olivier
- Roger Darton
- Claire Brasseur : la jeune cliente ravissante

## Autour du film
Ce court métrage est proposé en bonus sur le DVD Que personne ne sorte, film d'Ivan Govar réalisé en 1964), commercialisé par Belfilm.